# Melanocharitidae
Melanocharitidae (лат.) — семейство птиц отряда Воробьинообразных.

## Классификация
Международный союз орнитологов относит к семейству 4 рода и 12 видов:
- Фруктоеды Melanocharis Sclater, 1858
  - Тёмный фруктоед Melanocharis arfakiana (Finsch, 1900)
  - Чёрный фруктоед Melanocharis nigra (Lesson, 1830)
  - Длиннохвостый фруктоед Melanocharis longicauda Salvadori, 1876
  - Сорочий фруктоед Melanocharis versteri (Finsch, 1876)
  - Пестробрюхий фруктоед Melanocharis striativentris Salvadori, 1894
  - Melanocharis citreola Milá, Ashari & Thébaud, 2021
- Эдистомы[2] Oedistoma Salvadori, 1876
  - Маленькая эдистома Oedistoma iliolophum, Toxorhamphus iliolophus (Salvadori, 1876)
  - Эдистома-крошка Oedistoma pygmaeum Salvadori 1876
- Rhamphocharis, Salvadori, 1876
  - Rhamphocharis crassirostris Salvadori, 1876
  - Rhamphocharis piperata (De Vis, 1898)
- Длинноклювые медососы Toxorhamphus Stresemann, 1914
  - Желтобрюхий длинноклювый медосос Toxorhamphus novaeguineae (Lesson, 1827)
  - Серогорлый длинноклювый медосос Toxorhamphus poliopterus (Sharpe, 1882)